# Jean-René Gauguin
Jean-René Gauguin (París, 12 de abril de 1881-Copenhague, 21 de abril de 1961) fue un escultor franco-danés, hijo de Paul Gauguin y la danesa Mette-Sophie Gad, nacido el 12 de abril de 1881  en París y fallecido el  21 de abril de 1961 en Copenhague.

## Datos biográficos
Nacido en París en 1881, al año de vida su familia se trasladó a Copenhague. En 1885 su padre Paul Gauguin abandona en Dinamarca a la familia, incapaz de mantenerla.
Jean René fue el segundo más joven de una familia con cinco hermanos: Emile (1874 - 1955), Aline (1876 - 1897), Clovis (1879 - 1900) y Paul-Rollon, llamado Pola (1883 - 1961), que fue con el que tuvo más contacto y que posteriormente se convirtió en pintor y escritor de arte y se estableció en Noruega. 
En 1909 obtuvo la nacionalidad danesa.
Jean René Gauguin se casó en 1913 con Clara Feddersen (1889-1966) y tuvieron un hijo al que llamaron Pierre Sylvester.
Entre 1921 y 1936 participó en las diferentes convocatorias de la competición de Arte de los Juegos Olímpicos, con esculturas de deportistas a tamaño natural. Ganó una medalla de bronce para Dinamarca en la competición de escultura de los Juegos Olímpicos de París 1924 con el bronce titulado Boxeador. Quedó empatado con Claude-León Mascaux. Ambos fueron superados por el griego Konstantinos Dimitriadis (oro) y el luxemburgués Frantz Heldenstein (plata).
Se casó por segunda vez 1935 con la artista Sys Poulsen (1909-1999) con la que tuvo en 1937 una hija llamada Lulú Gauguin .
Jean René Gauguin es el abuelo materno de los músicos Alberte Winding y Aske Bentzon. 
Fue enterrado en el Cementerio Occidental de Copenhague.

## Obras
Entre sus obras destacan las figuras de porcelana y los bronces decorativos.